# Tadschikische Fußballnationalmannschaft der Frauen
Die tadschikische Fußballnationalmannschaft der Frauen ist die Nationalmannschaft des zentralasiatischen Landes Tadschikistan. Die Tadschikinnen bestritten ihr erstes Länderspiel im April 2017 im Rahmen eines in der tadschikischen Hauptstadt Duschanbe ausgetragenen Qualifikationsturniers für die Fußball-Asienmeisterschaft der Frauen 2018. Die Mannschaft gewann zwar ihr erstes Spiel, konnte in den folgenden Spielen den Heimvorteil aber nicht nutzen und verlor die weiteren Turnierspiele. Damit konnte sich die Mannschaft nicht für die Asienmeisterschaft qualifizieren und damit auch nicht für die Fußball-Weltmeisterschaft der Frauen 2019.

## Turniere

### Olympische Spiele
- 1996 bis 2016: Nicht teilgenommen
- 2020: Nicht qualifiziert
- 2024: Nicht qualifiziert
- 2028: Nicht qualifiziert

### Weltmeisterschaften
- 1991: Teil der Sowjetunion
- 1991 bis 2015: Nicht teilgenommen
- 2019: Nicht qualifiziert
- 2023: Nicht qualifiziert
- 2027: Nicht qualifiziert

### Asienmeisterschaften
- 1975 bis 1991: Teil der Sowjetunion
- 1993 bis 2014: Nicht teilgenommen
- 2018: Nicht qualifiziert
- 2022: Nicht qualifiziert
- 2026: Nicht qualifiziert

### Asienspiele
- 1990: Teil der Sowjetunion
- 1994 bis 2014: Nicht teilgenommen
- 2018: Gruppenphase
- 2023: Nicht teilgenommen

### Zentralasienmeisterschaft
- 2018: Dritter Platz
- 2022: Fünfter Platz